# Stibasoma panamensis
Stibasoma panamensis är en tvåvingeart som beskrevs av Charles Howard Curran 1934. Stibasoma panamensis ingår i släktet Stibasoma och familjen bromsar. Inga underarter finns listade i Catalogue of Life.